# Pixel Perfect
Pixel Perfect (bra: Pixel - A Garota Perfeita; prt: Estrela de Rock Virtual) é um telefilme estadunidense de 2004 dirigido por Mark A. Z. Dippé para o Disney Channel.

## Elenco
- Ricky Ullman como Roscoe
- Leah Pipes como Samantha
- Spencer Redford como Loretta Modern
- Tania Gunadi como Cindy
- Porscha Coleman como Rachel
- Nate Stevens como Max McAllister
- Joyce Cohen como o Dr. McAllister
- Anthony DiMaria como Weldon Giles
- Chris Williams como Daryl Fibbs
- Max Robinson como Moxley
- Mike Peterson como Steele

## Trilha sonora
A trilha sonora de Pixel Perfect foi lançada em 16 de janeiro de 2004, pela Walt Disney Records. O CD contém 8 faixas:
1. "Perfectly" - Huckapoo
2. "Nothing's Wrong With Me" - Zettabytes
3. "Notice Me" - Zettabytes
4. "Get Real" - Zettabytes
5. "When The Rain Falls" - Zettabytes
6. "If You Wanna Rock" - Lalaine
7. "Don't Even Try It" - Jai-Da
8. "Tru Blu" - Lil' J